# オバQ音頭
「オバQ音頭」（オバキューおんど）は、TBSテレビ「不二家の時間」枠で放送されたアニメ『オバケのQ太郎』（第1作）の後期主題歌として1966年に発売された音頭である。アニメソングの音頭第1号にして、最大のヒット曲とされる。
作詞・藤子不二雄、作曲・広瀬健次郎。歌唱者は前期主題歌「オバケのQ太郎」の石川進と、Q太郎役で主演した曽我町子が共演している。

## 解説
藤子不二雄（藤子・F・不二雄、藤子不二雄Ⓐ）の漫画『オバケのQ太郎』を原作とするアニメ第1作の後期主題歌である。発表当時『オバQ』は30分前のタケダアワー『ウルトラQ』（1966年1月放送開始）とセットで安定的に30%以上の視聴率をマークする文字通りの「オバケ番組」として絶大な人気を獲得し、TBS系日曜19時台は他局から「恐怖のQQタイム」と呼ばれていた。そのような状況下で、1966年4月9日にホテルニューオータニで『オバQ』の原作者2名や主演の曽我ら関係者500名余りを招いて新曲発表会が開催され、その席上で披露されたのが「オバQ音頭」である。
レコードは前期主題歌「オバケのQ太郎」と同じく朝日ソノラマから4曲入りのソノシート（M-47）、日本コロムビアからB面に前期主題歌を収録したシングル盤（SCS-4）が発売されたが、これとは別にスポンサーの不二家では当時発売していた乳酸菌飲料「ハイカップ」の蓋と送料分の切手を「オバQ音頭」のソノシートと交換するキャンペーンを実施していた。発売当時はオリコンチャート集計開始以前のため、製造元公称の参考値ながらレコードは200万枚以上を売り上げて1984年まで生産が続き、ソノシートは朝日ソノラマ発売分や不二家のキャンペーン他の流通分を含めて400万枚以上が出回ったとされる。
こうした絶大な人気を受けてアニメでは「オバQ音頭」が季節限定エンディングからオープニングと共用に格上げされ、全国の盆踊りで演奏されるようになった。1971年からはカラーでリメイクした『新オバケのQ太郎』が日本テレビで放送されたが、この時にタイアップの音頭は作られておらずアニメ第1作の『オバQ音頭』が全国的に定着していたことがコロムビア製造で1973年に発売されたコンパクト盤『実用ベスト4シリーズ 4大音頭』（GH-52）で「東京音頭」「炭坑節」「相馬盆踊り」と共に選曲されたことからもうかがえる。
1985年よりテレビ朝日の放送で再リメイクされたアニメ第3作では新規に「Qちゃん音頭」が作られ、エンディング前のミニコーナー扱いでMVが流された。

## アルバム収録
ビクター音楽産業からミニアルバム扱いで発売されたソノシート『オバケのQ太郎 踊り大会』（MB-146）が最初のアルバム収録とされる。1982年1月にコロムビアから発売されたLP盤『ドラえもんの藤子不二雄アニメ全百科』（CZ-7165）では『オバQ』紹介パートで「オバQ音頭」が挿入歌として使用された。
CD収録は多数にのぼり、2000年代以降ではいずれもコロムビア発売の『石川進 アニソンコレクション』（COCX-34601）トラック2および『藤子・F・不二雄 生誕80周年 藤子・F・不二雄大全集』（COCX-38881〜38885）ディスク1のトラック3に収録されている。

## 備考
「オバQ音頭」の大ヒットはアニメの季節限定エンディングに音頭を採用する嚆矢になったとされ、本作以降の藤子アニメでも以下の音頭が作られている。(F)は藤子F、(A)は藤子Ⓐ本人が作詞。
- 怪物くん（1968） - 「怪物くん音頭」(A)
- ドラえもん（1979） - 「ドラえもん音頭」(F)
- 怪物くん（1980） - 「新・怪物くん音頭」(A)
- 忍者ハットリくん（1981） - 「ハットリくん音頭」(A)
- パーマン（1983） - 「パーマン音頭」(F)
- オバケのQ太郎（1985） - 「Qちゃん音頭」
- ポコニャン!（1993） - 「ポコニャラ音頭」(F)
- ドラえもん（2005） - 「踊れ・どれ・ドラ ドラえもん音頭」
  - 「踊れ・どれ・ドラ ドラえもん音頭2007」 - 2007年発表のリメイク版。